# Драгослав Митриновић
Драгослав Митриновић (Смедерево, 23. јун 1908 — Београд, 2. април 1995) био је српски универзитетски професор и један од најзначајнијих српских математичара 20. века.

## Биографија
После гимназије, дипломирао је, 1932, на Филозофском факултету у Београду, група за математику, као најбољи студент.
Октобра 1933 је докторирао код Михајла Петровића Аласа са темом „Истраживања једне важне диференцијалне једначине првог реда“.
Са титулом доктора математике радио је све до 1946. у гимназији. Следећих пет година проводи у Скопљу као први професор математике на Универзитету у Скопљу. Од 1952. па све до пензионисања 1978. је радио на Електротехничком факултету у Београду. Редовни професор је постао 1956.
Више од две деценије је био шеф катедре за математику. Дао је велики допринос увођењем у наставу области математике које су значајне за електротехнику.

## Дела
Објавио је 430 библиографских јединица.
Веома много пажње је посветио писању уџбеника. Написао је:
- “Зборник математичких проблема“ (три тома)
- “Линеарна геометрија, полиноми, аналитичка геометрија (1959 са са Драгољубом Михајловићем и П. М. Васићем – књига доживела 13. издања!)
- “Неједнакости“ (1965)
- “Полиноми и матрице“ (1966, са Д. Ж. Ђоковићем)
- “Комплексна анализа“ (1967)
- “Увод у специјалне функције“ (1972)
- “Једначине математичке физике“ (1972 са Д. Кечкићем)
- “Математика у облику методичке збирке задатака са решењима“ (1964.-1989, у четири дела са Д. Ђ. Тошићем)

## Области математике којима се бавио

### Неједнакости
Неједнакости су биле, такође, област математике којом се бавио. Објавио је, у иностранству, десетак капиталних монографија. Често је говорио:
Нема једнакости, чак ни у људском животу. Постоје само неједнакости!

### Функционалне неједначине
Професор Митриновић је створио тзв. Београдску школу функционалних једначина. У овој области имао је неколико докторанада.

### Теорија бројева
Написао је више радова о Стерлинговим, бернулијевим и простим бројевима.

### Специјалне функције
Поред неколико радова написао је горе поменуту књигу али и „Специјалне функције – Зборник задатака и проблема.“ (1972)

### Комплексна анализа
Поред неколико радова написао је и монографије „The Cauchy method of residues“ у два тома.
Покренуо је часопис „Публикације Електротехничког факултета у Београду, Серија математика и физика“. Много је учинио на формирању Библиотеке за математику и физику на факултету. Организовао је излажење едиције „Математички проблеми и експозиције“.
Имао је око 50 докторанада.

## Одликовања
Поред Октобарске награде града Београда примљен је у Македонску академију наука.